# Gryazev-Shipunov GSh-23
O Gryazev-Shipunov GSh-23 ( Russo  )  é um canhão de cano duplo automático 23mm desenvolvido na União Soviética, principalmente para uso de aeronaves militares . Entrou em serviço em 1965, substituindo os anteriores Nudelman-Rikhter NR-23 e Rikhter R-23 .
O GSh-23 funciona com base no principio de funcionamento a gás Gast Gun desenvolvido pelo engenheiro alemão Karl Gast da empresa Vorwerk em 1916. É uma arma de cano duplo em que a ação de disparo de um cano opera o mecanismo do outro. Ele fornece uma taxa de tiro muito mais rápida para menor desgaste mecânico do que uma arma de cano único.
Embora não possa igualar a taxa de tiro sustentada de uma metralhadora elétrica como o M61 Vulcan, sua taxa inicial de tiro pode ser maior do que a de um canhão rotativo como o M61, pois não precisa girar para disparar. Ele não requer nenhuma fonte de energia externa para operar, mas é alimentado pelo recuo dos barris flutuantes, um pouco parecido como a ação do MG-42 alemão. O princípio Gast foi pouco usado no Ocidente, mas foi usado em uma variedade de armas na antiga União Soviética .
O canhão vem em uma variante básica GSh-23, e o mais popular GSh-23L ( ГШ-23Л ), diferindo principalmente na adição de um freio de boca, diminuindo a força de recuo . Este canhão era padrão em caças MiG-21 de vários modelos(M, SM, MF, SMT, PFM, bis), todas as variantes do MiG-23, do SOKO J-22 Orao, do JF-17 Thunder, do HAL Tejas e IAR 93, e as torres de cauda do bombardeiro Tupolev Tu-22M e alguns outros modelos do Tu-95MS e Tu-142M3 . Nessa aplicação, ele tinha a capacidade incomum de disparar foguetes infravermelhos e munições de contramedida Chaff, permitindo que funcionasse como uma arma e um dispensador de contramedidas antimísseis. Também é montado em helicópteros Mi-24 VP de pequenas séries (na montagem móvel NPPU-23) e no helicóptero polonês W-3WA Sokół em montagem fixa. O canhão também foi usado em aeronaves de carga; especificamente, as aeronaves russas/soviéticas Ilyushin Il-76 foram projetadas para acomodar dois GSh-23 em uma torre de cauda. Um Il-76M com essa configuração pode ser visto no show aéreo de Ivanovo em 2002.
Alguns modelos MiG-21 de segunda geração poderiam transportar o GSh-23L em uma gôndola sob a fuselagem designada GP-9, carregando o canhão e 200 cartuchos de munição; isso foi substituído por uma instalação semi-conforme mais simplificada em variantes posteriores. Existem também várias cápsulas de armas disponíveis para montagem em hardpoints externos: UPK-23 para uso ar-ar, com um ou dois canhões GSh-23 fixos e 200–400 cartuchos de munição, e cápsulas SPPU-22 com canos transitáveis para strafing, de 0° a -30° e carregavam 280 cartuchos de munição em cada (eles eram mais frequentemente carregados pelo Su-17/-20/-22, bem como o Su-25/-39 em pares).

## Variantes
- Gryazev-Shipunov GSh-23L, é uma versão modernizada refrigerada a ar com um freio de boca adicionado para reduzir o recuo. Usado na torre de helicóptero NPPU-23.[4][5]
- Gryazev-Shipunov GSh-23V, é uma versão refrigerada a água do GSh-23L. Usado na torre de helicóptero NPPU-23.[6]

## Operadores/Utilizadores
- Brasil - Usado no MI-35M

- Bulgária

- China

- Croácia

- Índia
- Iraque no Jato iraquiano tipo SU-25
- Polónia
- Romênia
- Rússia
- Sérvia
- União Soviética
- Vietnam
- Ucrânia no Su-25M1
- Túnisia - Usada no L-59T Super-Albatross
- Egito - Usada no L-59T Super-Albatross

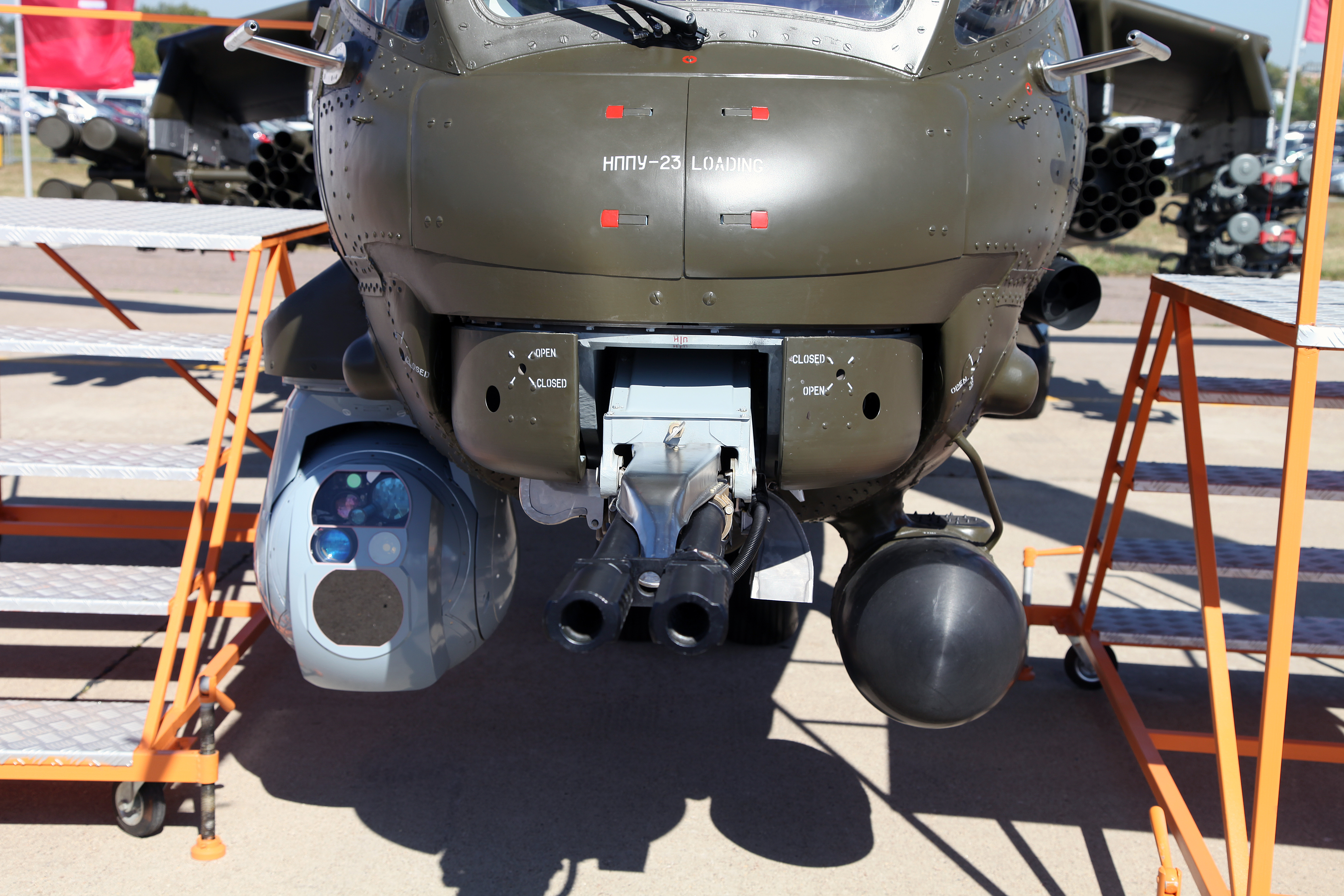
Torre da GSh-23 montada no Mi-35 .
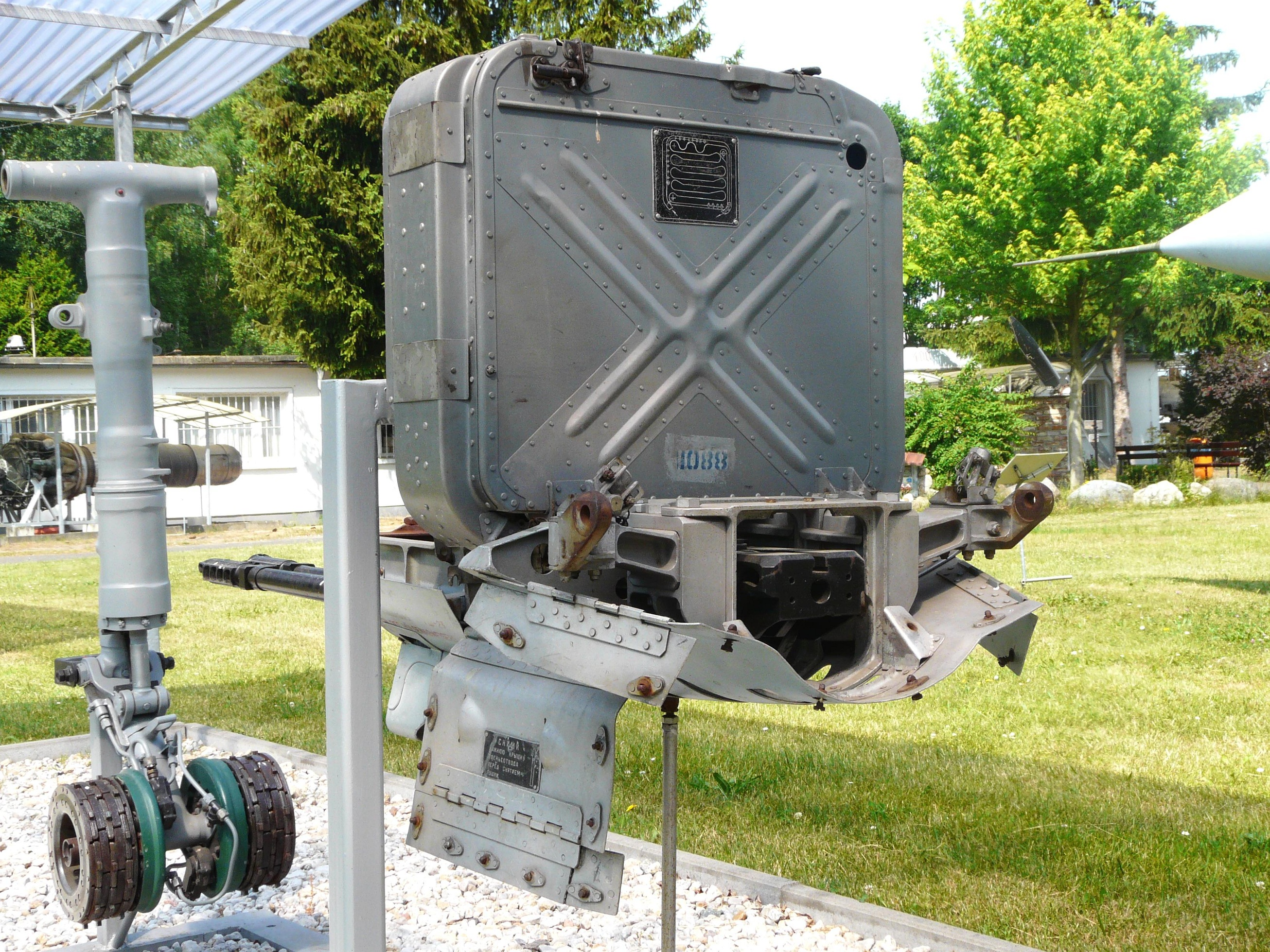
Sistema de arma de um Mikoyan-Gurevich MiG-23 (metralhadora GSh-23 em um suporte de armas com carregador acoplado).
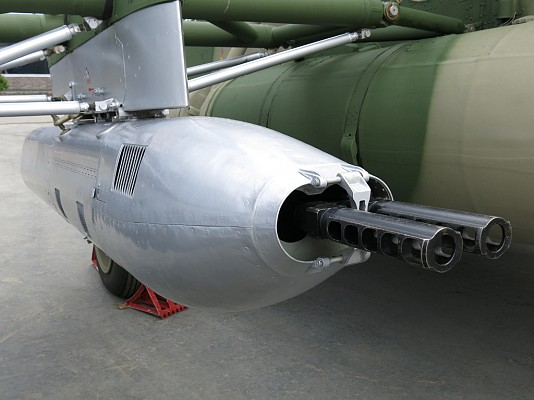
Um pod de arma UKP-23 em um Mil Mi-8 .
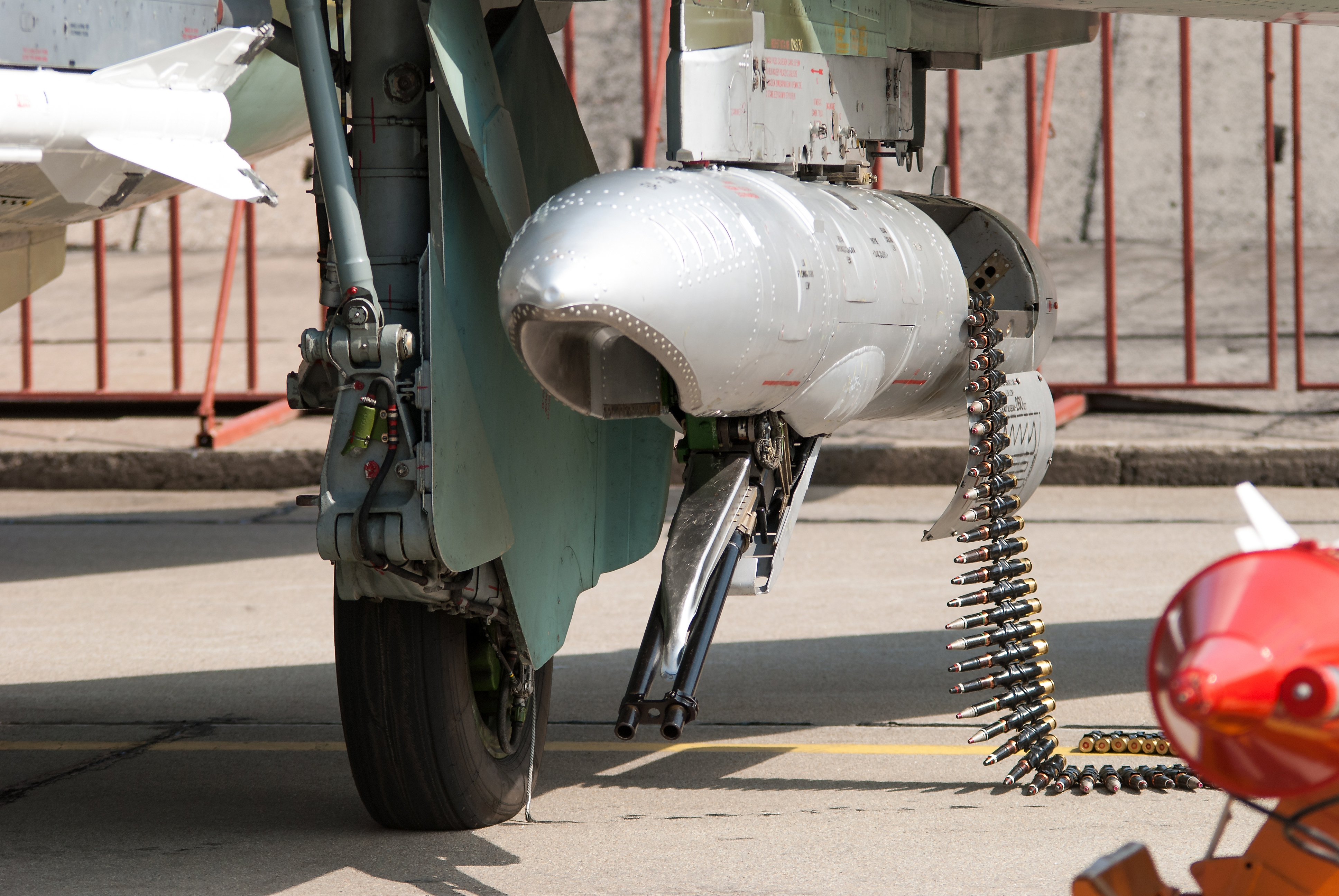
Um canhão SPPU-22-01 em um Sukhoi Su-17 .